# Éric Aeschimann
 (mars 2020).
Si vous disposez d'ouvrages ou d'articles de référence ou si vous connaissez des sites web de qualité traitant du thème abordé ici, merci de compléter l'article en donnant les références utiles à sa vérifiabilité et en les liant à la section « Notes et références ».
Éric Aeschimann, né le 13 juillet 1963, est écrivain et journaliste au Nouvel Observateur, responsable des essais, après avoir été journaliste politique et économique.

## Biographie
Après des études à Lyon (licences de lettres modernes et de philosophie), puis au Centre de Formation des journalistes de Paris (promotion 1987), Éric Æschimann a été journaliste à l'Agefi, puis à Libération (1990-2011) et au Nouvel Observateur (depuis 2011).
Il a fait partie de l'équipe des Papous dans la tête, sur France Culture.

## Ouvrages
- La Guerre de Sept ans, histoire secrète du franc fort, avec Pascal Riché, Calmann-Lévy, 1996;
- L'Étoile de Matignon, roman, Julliard, 2001[1].
- Chirac d'Arabie ou les mirages d'une politique, avec Christophe Boltanski, Grasset, 2006.
- “Libération” et ses fantômes, Le Seuil, 2007.
- Dieu n'existe pas encore, roman, Flammarion, 2008.
- La Révolution Pilote 1968-1972, avec le dessinateur Nicoby, enquête sur les années Goscinny avec les témoignages de Gotlib, Fred, Druillet, Bretécher, Mandryka et Giraud, Dargaud, 2015.